# Сімейне вогнище
Сімейне вогнище (фр. Domicile conjugal) — французька комедія-драма 1970 року, поставлена режисером Франсуа Трюффо.
Антуан Дуанель (Жан-П'єр Лео) женится на Кристин (Клод Жад). Антуан Дуенель одружується з Крістін. Він фарбує квіти у дворі, а Крістін дає уроки скрипки. Антуан і Крістін незабаром стануть батьками хлопчика. Потім Антуан експериментує з подружньою зрадою і у нього нецікаві любовні стосунки з Кіоко. Крістін розумніша за Антуана.
Франсуа Трюффо: "Анрі Ланглуа, якому сподобалися «Вкрадені поцілунки», сказав мені: «Тепер пора одружити Жана-П'єра та Клод Жад.»